# Cis megastictus
Cis megastictus es una especie de coleóptero de la familia Ciidae.

## Distribución geográfica
Habita en las regiones del norte de California.